# هوايت بيرت
هوايت بيرت (توفي في الأربعينيات من القرن الماضي) كان رئيس دير مونكيرموث جارو، حيث كان راهبًا. انتخب ليخلف أبوت سيولفريث في 716 أو 717 عندما انطلق كولفريث في رحلة حج إلى روما. يذكر بيدي أن هوايت بيرت قد قام بنفسه بالحج إلى روما، «وبقي هناك لفترة طويلة، يتعلم وينسخ ويعيد معه كل ما كان يعتقد أنه ضروري لدراسته» خلال بابوية سرجيوس الأول (687-701).